# Nabaztag
Nabaztag（ナバズタグ）は、ウサギの形態をしたネットワークロボットである。
フランスのビオレ社が開発し、日本ではビジネスデザイン研究所が販売している。

## 概要
- 高さ23cm、重さ418gの手の上に乗る程度の小型のロボットである。
- Wi-Fiによって、インターネットにつながっている。
- 動きとしては、耳をぐるぐると回す。
- また、半透明の白色のプラスチックの中に、LEDが埋め込まれており、それがいろいろな色に光ることにより、ウサギの感情表現をする。

## 機能
主な機能は以下の通りである。
- 天気予報

天気予報をLEDの光り方によって示す。
- ニュース

ニュースサイトを登録しておくと、更新されたときに読み上げる。
- 耳によるコミュニケーション

他のNabaztagと結婚させることができる。
結婚したNabaztagどうしは、耳を同時に動かす。
- RSS Feed
- ポッドキャスト

その他、インターネット上から特定のNabaztagにメッセージを送ったりもできる。
また、しばしば独り言やジョークを言ったりもする。